# Pogrom w Hebronie
Pogrom w Hebronie – pogrom ludności żydowskiej do którego doszło w dniach 23-24 sierpnia 1929 w mieście Hebron w brytyjskim Mandacie Palestyny. Stanowił on część zamieszek w Palestynie.
Masakry dopuścili się Arabowie, którzy zabili w mieście 67 Żydów. Wszyscy pozostali, ocaleni Żydzi, zostali ewakuowani przez Brytyjczyków do Jerozolimy. Pogrom w Hebronie wstrząsnął społecznością żydowską na całym świecie.

## Tło historyczne
Miasto Hebron jest położone około 35 km na południe od Jerozolimy i jest jednym z czterech świętych miast judaizmu (obok Jerozolimy, Safedu i Tyberiady). Hebron jest także szczególnym miejscem dla muzułmanów, ponieważ w pieczarze Makpela został pochowany patriarcha Abraham, nazywany przez Arabów Ibrahim. Obok niego pochowano żonę Abrahama, Sarę, oraz Izaaka z żoną Rebeką i Jakuba. Jest to więc miejsce bardzo szczególne i niezwykle ważne dla muzułmanów i żydów. Z tego powodu, co najmniej od XII wieku w mieście znajdowała się żydowska społeczność. Pomimo wzrostu różnorodnych napięć arabsko-żydowskich po ogłoszeniu w 1917 deklaracji Balfoura, obie społeczności żyły w Hebronie w dobrych i pokojowych stosunkach wzajemnych. Pojedyncze incydenty były przypisywane wybrykom arabskich nacjonalistów, którzy rozpowszechniali antyżydowskie i antysyjonistyczne idee. We wrześniu 1928 doszło do silnego sporu wokół Zachodniego Muru w Jerozolimie. Wzajemne oskarżenia, przeciągające się rozmowy, wyjaśnienia, dochodzenia i negocjacje toczyły się przez cały rok. Wielki mufti Jerozolimy Al-Hadżdż Muhammad Amin al-Husajni wykorzystał cały incydent do twierdzenia, że Żydzi zamierzają przejąć kontrolę nad całością kompleksu meczetu al-Aksa. Informację tę rozpowszechniano poprzez dystrybucję ulotek wśród Arabów w całej Palestynie. W konsekwencji narastało ogólne napięcie, a w wielu miejscach dochodziło do aktów napaści i pobicia Żydów. W Hebronie prawie codziennie dochodziło do rzucania wyzwisk na Żydów, a sporadycznymi przypadkami były pobicia i rzucanie kamieniami w okna. Zaniepokojeni Żydzi zwrócili się ze skargą do policji, skarżąc się na brak wystarczającej ochrony.
15 sierpnia 1929 (żydowskie święto Tisza be-Aw upamiętniające datę zburzenia Pierwszej i Drugiej Świątyni Jerozolimskiej), grupa kilkuset osób z młodzieżowego ruchu rewizjonistycznego Bejtar, w tym członkowie Komitetu ds. Zachodniego Muru Josefa Klausnera, zebrała się pod Zachodnim Murem skandując hasła: „Mur jest nasz!”. Podnieśli flagę żydowską i odśpiewali hymn Hatikwa. Władze mandatowe były wcześniej poinformowane o demonstracji i otoczyły cały teren dużymi siłami policyjnymi, aby uniknąć jakichkolwiek incydentów. Arabowie rozpowszechnili jednak pogłoski, że młodzi Żydzi zaatakowali lokalnych mieszkańców i przeklinali imię proroka Mahometa. Następnego dnia, w piątek 16 sierpnia, po zapalnym kazaniu wygłoszonym w meczecie al-Aksa, Najwyższa Rada Muzułmańska zorganizowała arabską demonstrację. Jej uczestnicy pomaszerowali spod meczetu al-Aksa do Zachodniego Muru, gdzie wyrywali modlącym się Żydom tality i modlitewniki. Pomimo protestów, modlitewniki oraz błagalne karteczki wtykane w szczeliny Muru, zostały spalone. Podczas całego zajścia nikomu nic się nie stało. Jednak następnego dnia w dzielnicy Bucharim został ugodzony nożem 17-letni żydowski chłopiec, Abraham Mizrachi. Zmarł wieczorem następnego dnia. Tego samego dnia doszło do bójki i ciężkiego pobicia Araba. 20 sierpnia przywódcy organizacji paramilitarnej Hagana zaproponowali ochronę lub ewakuację liczącej około 750 osób żydowskiej społeczności w Hebronie. Oferta została odrzucona przez przywódców społeczności Hebronu, którzy podkreślili, że ufają zapewnieniom o ich bezpieczeństwie składanym przez lokalnych arabskich notabli. Tymczasem 21 sierpnia w Jerozolimie odbył się pogrzeb zabitego cztery dni wcześniej żydowskiego chłopca. Pogrzeb przybrał formę politycznej demonstracji. Doszło wówczas do próby wejścia do Dzielnicy Muzułmańskiej na Starym Mieście i przepychanek z policjantami. Późno w nocy, z inicjatywy żydowskiego przywództwa odbyło się spotkanie na którym miały być obecne najważniejsze osobistości Mandatu Palestyny. Jednak w tym krytycznym momencie okazało się, że zabrakło w kraju przywódców. Wysoki komisarz Palestyny sir John Chancellor był w Londynie, a w jego zastępstwie obowiązki pełnił proarabski sir Harry Charles Luke. Również liderzy społeczności żydowskiej byli poza krajem, na Kongresie Syjonistycznym w Zurychu. Z tego powodu w spotkaniu udział wzięli sir Harry Luke, sekretarz Arabskiego Komitetu Wykonawczego Dżamal al-Husajni i członek żydowskiej Rady Narodowej Icchak Ben-Zwi. Rozmowy nie przyniosły porozumienia, i nie stworzyły możliwości położenia kresu przemocy. Następnego dnia Brytyjczycy podjęli próbę złagodzenia napięcia i uzyskali zgodę obu stron na rozpoczęcie dialogu w następnym tygodniu. Do kolejnych rozmów jednak nie doszło, ponieważ wybuchły arabskie zamieszki w Jerozolimie. Bardzo szybko rozprzestrzeniły się one po innych częściach kraju, docierając do Hebronu.
Wszyscy urzędnicy administracji cywilnej w Hebronie byli Arabami. Komendantem lokalnej policji był brytyjski oficer Raymond Cafferata, pod którego rozkazami znajdowało się 40 policjantów (w tym tylko jeden Żyd, pozostali Arabowie). Spośród policjantów, jedenastu było starszymi osobami w słabej kondycji fizycznej.

## Przebieg
Pierwsze informacje o krwawych zamieszkach w Jerozolimie, zaczęły docierać do Hebronu wczesnym popołudniem w piątek 23 sierpnia 1929. Informacje te przekazywali kierowcy samochodów przyjeżdżających z Jerozolimy. Komendant policji, Raymond Cafferata, zaniepokojony możliwością wybuchu niepokojów w Hebronie, rozmieścił specjalne patrole w mieście. Rozkazał on policjantom zgłaszać wszelkie niezwykłe poruszenia mieszkańców i równocześnie zwrócił się do dowództwa z prośbą o przysłanie posiłków. Tymczasem w rejonie dworca autobusowego zgromadził się tłum około 700 Arabów, a jeden z ludzi wygłosił płomienne przemówienie. Cafferata przybył na miejsce zdarzenia i zwrócił się do ludzi, aby zachowali spokój. Odmówił udzielenia informacji o przebiegu zdarzeń w Jerozolimie. Następnie wziął ośmiu policjantów i rozpoczął patrolowanie części miasta zamieszkałej przez Żydów. Tłum Arabów był jednak coraz bardziej niezadowolony i obrzucił kamieniami rabina Jaakova Josefa Slonima (1880-1937). Cafferata zalecił Żydom schronienie się w domach i usiłował rozproszyć tłum przy użyciu kijów. Pomimo to, około godziny 16 po południu, Arabowie obrzucili kamieniami jesziwę Hebron. W środku znajdowały się tylko dwie osoby. Jeden ze studentów (Szmuel Rosenholtz), który usiłował uciec, został śmiertelnie pobity. Drugi z Żydów ukrył się w studni i przeżył. Kilka godzin później delegacja Arabów spotkała się z Cafferatą, który usiłował zaapelować do nich o zachowanie porządku i prawa w mieście. W odpowiedzi usłyszał, że wielki mufti Jerozolimy polecił wszystkim Arabom w Palestynie podjęcie działań, aby ukarać winnych Żydów, którzy dopuścili się zabójstwa Arabów w Jerozolimie.
Wcześnie rano w sobotę 24 sierpnia, na ulicach Hebronu pojawił się tłum uzbrojony w pałki i noże. Zabili oni dwóch napotkanych żydowskich chłopców – jednego ukamienowali, a drugiego zadźgali nożami. Następnie Arabowie zaczęli plądrować żydowskie domy i sklepy, bijąc napotkanych Żydów. Sytuację usiłował uspokoić brytyjski oficer Raymond Cafferata. Zastrzelił on dwóch atakujących Arabów, a jego policjanci otworzyli ogień z karabinów do tłumu. Część Arabów rozproszyła się, jednak pozostali kontynuowali grabieże. Cafferata wezwał posiłki, dotarły one jednak do miasta dopiero po pięciu godzinach. Wielu Żydów zostało uratowanych przez swoich arabskich sąsiadów, którzy sami zaproponowali im schronienie przed tłumem. Inni przeżyli dzięki schronieniu się na posterunku policji na obrzeżach miasta. Masakra zakończyła się wraz z przybyciem do Hebronu posiłków policji, które zaprowadziły spokój na ulicach.
W pogromie w Hebronie zginęło 67 Żydów (59 zginęło podczas zajść, a ośmiu zmarło później od ran), a 65 zostało rannych. Jedna trzecia z zabitych (24 osoby) była studentami jesziwy Hebron. Odnotowano kilka przypadków gwałtu, tortur i okaleczeń ciała. Dziewiętnaście arabskich rodzin ukryło 263 Żydów, biorąc w ten sposób wielkie ryzyko na siebie. Podczas pogromu splądrowane zostały wszystkie żydowskie domy oraz synagoga w mieście. Brytyjscy policjanci nakazali Żydom pośpieszne pochowanie swoich zmarłych. Ofiary pochowano w nocy, w zbiorowej mogile na starym cmentarzu w Hebronie. W osobnym grobie złożono odcięte kończyny oraz nasiąknięte krwią fragmenty ubrań.

## Konsekwencje
Po trzech dniach po uspokojeniu sytuacji w Hebronie, Brytyjczycy postanowili zlikwidować tutejszą społeczność żydowską. Wszystkich ocalonych Żydów przewieziono wówczas ciężarówkami do Jerozolimy. W następnych dniach Arabowie przejęli i zrabowali cały majątek pozostawiony w żydowskich domach. Zbezczeszczono żydowski cmentarz, budynek Beit Hadassah przekształcono w arabski szpital, a synagogę całkowicie zniszczono. Jesziwa Hebron przeniosła się do Jerozolimy. Po przeprowadzonym dochodzeniu, władze mandatowe skazały wielu sprawców pogromu na karę więzienia. Dodatkowo na miasto Hebron nałożono grzywnę w wysokości 14 000 funtów. Rodzinom, które straciły swoich członków lub własność, nakazano wypłacenie rekompensat finansowych.
Niektórzy Arabowie byli przychylni powrotowi Żydów do Hebronu. Opowiedział się za tym między innymi prezes Izby Gospodarczej Hebronu, Ahmad Raszid al-Hirbawi. W rezultacie tych starań, na wiosnę 1931 do Hebronu powróciło 160 Żydów. Na ich czele stanął rabin Chaim Bagaio. Podczas arabskiego powstania w Palestynie (1936–1939) zostali oni ewakuowani. W mieście pozostała wówczas tylko jedna żydowska rodzina. W 1947 ostatni Żyd opuścił Hebron. Sytuacja taka utrzymała się aż do wojny sześciodniowej w 1967, kiedy to Hebron zajęły Siły Obronne Izraela.